# アミーネ
アミーネ（Aminé、本名: Adam Aminé Daniel、1994年4月18日 -）は、アメリカ合衆国オレゴン州ポートランド出身のラッパー、歌手、ソングライターである。
2016年のデビューシングル「Caroline」がBillboard Hot 100で11位を記録したことで広く知られるようになる。 2017年にはデビュースタジオアルバム『Good For You』をリリースし、2020年には2作目のアルバム『Limbo』をリリースしている。

## 来歴
1994年4月18日、アミーネことアダム・アミーネ・ダニエルはオレゴン州ポートランドのウッドローンで生まれ育った。親は1990年代初頭にアメリカに移住したエチオピア系移民の息子である。
2014年1月17日、デビュー・ミックステープ『Odyssey to Me』をリリースする。
2015年8月31日、2作目のミックステープ『Calling Brío』をリリースしている。
2016年3月9日、デビューシングル「Caroline」をリリースした。米Billboard Hot 100で96位でデビューし、後に11位まで上昇した。2017年6月には、同曲はRIAAによって4xプラチナ認定を受けた。
2016年8月、アミーネはRepublic Recordsと契約した。
2017年7月28日、デビューアルバム『Good For You』をリリース。アメリカではゴールドディスクに認定された。
2018年8月15日、ミックステープ『ONEPOINTFIVE』をリリースする。
2020年8月7日、2作目のアルバム『Limbo』をリリースした。
2021年11月5日、2作目のミックステープ『TWOPOINTFIVE』をリリース。

## ディスコグラフィー
主なアルバムとミックステープ
- Good For You （2017年）
- ONEPOINTFIVE （2018年）
- Limbo （2020年）
- TWOPOINTFIVE （2021年）

## ツアー
- Tour for You (with Towkio) (2017)[11]
- TourPointFive (2018)
- Best Tour Ever (2021-22）